# 카보 (텔레노벨라)
《카보》(스페인어: Cabo)는 2022년 방영된 멕시코의 텔레노벨라이다.